# 埃爾迪爾

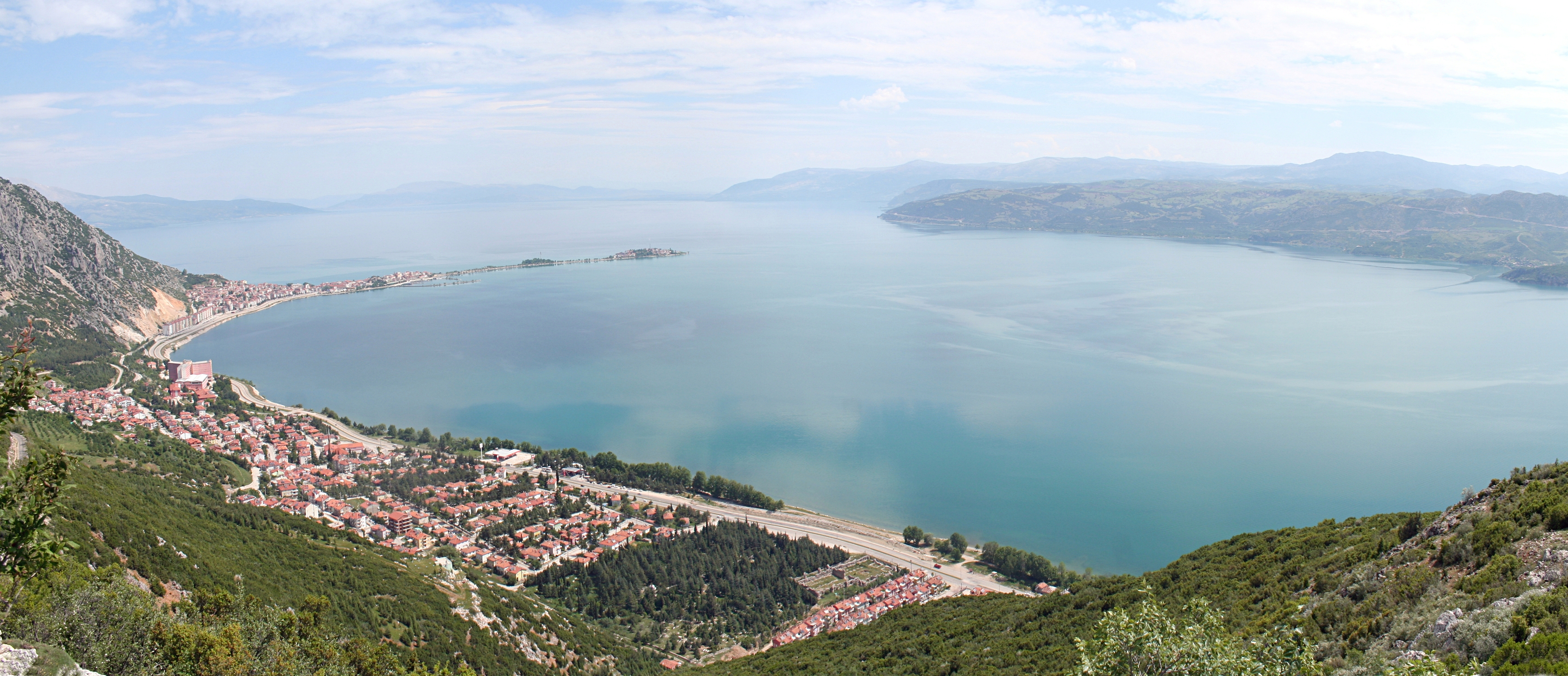
埃爾迪爾

埃爾迪爾是土耳其的城鎮，由伊斯帕爾塔省負責管轄，位於該國西南部，距離首府伊斯帕爾塔34公里，面積1,520平方公里，每年平均降雨量705毫米，2008年人口18,559。

## 外部連結
- District municipality's official website （页面存档备份，存于） （土耳其文） / （英文）
- Egirdir, Turkey Information Website （英文）

37°52′N 30°51′E / 37.867°N 30.850°E